# Anja Fonseca
Anja Karin Møller Fonseca (født 5. maj 1977 i Agedrup ved Odense) er en dansk geolog og vejrvært på TV Avisen.
Fonseca er student fra Mulernes Legatskole i 1995 og cand.scient. i geologi fra Københavns Universitet i 2005.
I 2006 blev hun gift med den tidligere professionelle cykelrytter John Carlsen, som hun blev separeret fra i 2009.
Sammen med kollegerne Bettina Bjerring, Søren Jacobsen og Jesper Theilgaard har hun skrevet bogen Ekstremt vejr og vejrfænomener i Danmark, der blev udgivet i 2009.
I oktober 2014 afslørede Anja Fonseca at hun var ramt af sclerose.
Fonseca blev gift med Mikkel Lauritzen den 21. juni 2016.